# Byrrhodes incomptus
Byrrhodes incomptus är en skalbaggsart som först beskrevs av Leconte 1865.  Byrrhodes incomptus ingår i släktet Byrrhodes och familjen trägnagare. Inga underarter finns listade i Catalogue of Life.